# Mando-vox
Il mando-vox è uno strumento musicale simile a un mandolino elettrico, ma con 12 corde invece che 8, prodotto dall’azienda britannica Vox.

## Utilizzatori celebri
Il mando-vox fu utilizzato da molti musicisti negli anni ‘60, grazie al suo suono particolare, a metà tra quello di un mandolino e quello di una chitarra elettrica. Tra i più famosi ci sono Brian Jones dei Rolling Stones e Franco Ceccarelli degli Equipe 84.